# Форталеза
Форталеза (порт. Fortaleza, тврђава) град је у Бразилу и главни град савезне државе Сеара, на североистоку Бразила. Према процени из 2007. у граду је живело 2.431.415 становника. Површину града износи око 313 km². Северно од града налази се Атлантски океан.
Град је познат по лепим плажама и туризму. Форталеза је један од градова домаћина Светског првенства у фудбалу 2014. године, на стадиону Кастељао, капацитета 67.037 гледалаца, одржаће се укупно шест утакмица.

## Географија

### Клима
| Клима (Форталеза)          | Клима (Форталеза) | Клима (Форталеза) | Клима (Форталеза) | Клима (Форталеза) | Клима (Форталеза) | Клима (Форталеза) | Клима (Форталеза) | Клима (Форталеза) | Клима (Форталеза) | Клима (Форталеза) | Клима (Форталеза) | Клима (Форталеза) | Клима (Форталеза) |
| Показатељ \ Месец          | .Јан.             | .Феб.             | .Мар.             | .Апр.             | .Мај.             | .Јун.             | .Јул.             | .Авг.             | .Сеп.             | .Окт.             | .Нов.             | .Дец.             | .Год.             |
| -------------------------- | ----------------- | ----------------- | ----------------- | ----------------- | ----------------- | ----------------- | ----------------- | ----------------- | ----------------- | ----------------- | ----------------- | ----------------- | ----------------- |
| Средњи максимум, °C (°F)   | 31 (88)           | 31 (88)           | 30 (86)           | 30 (86)           | 30 (86)           | 30 (86)           | 30 (86)           | 30 (86)           | 30 (86)           | 31 (88)           | 31 (88)           | 31 (88)           | 30 (86)           |
| Просек, °C (°F)            | 28 (82)           | 27 (81)           | 27 (81)           | 27 (81)           | 27 (81)           | 27 (81)           | 26 (79)           | 27 (81)           | 27 (81)           | 28 (82)           | 28 (82)           | 28 (82)           | 27 (81)           |
| Средњи минимум, °C (°F)    | 25 (77)           | 24 (75)           | 23 (73)           | 23 (73)           | 23 (73)           | 23 (73)           | 22 (72)           | 21 (70)           | 23 (73)           | 24 (75)           | 25 (77)           | 25 (77)           | 23 (73)           |
| Количина падавина, mm (in) | 100 (39,4)        | 210 (82,7)        | 300 (118,1)       | 350 (137,8)       | 220 (86,6)        | 100 (39,4)        | 50 (19,7)         | 10 (3,9)          | 10 (3,9)          | 10 (3,9)          | 20 (7,9)          | 30 (11,8)         | 1,460 (574,8)     |
| [ тражи се извор ]         |                   |                   |                   |                   |                   |                   |                   |                   |                   |                   |                   |                   |                   |

## Становништво
Према процени из 2007. у граду је живело 2.431.415 становника.
| 1991.     | 2000.     |
| --------- | --------- |
| 1.768.637 | 2.141.402 |

## Партнерски градови
- Мајами Бич
- Расин